# Diego Seoane
Diego Seoane Pérez, né le 26 avril 1988 à Orense, est un footballeur espagnol qui évolue au poste d'arrière latéral au Deportivo La Corogne.

## Palmarès
- Champion d'Espagne de D2 : 2012 (Deportivo La Corogne).